# Vinn (Moers)
Vinn ist ein Ortsteil (offiziell Wohnplatz) des Stadtteils Moers im Süden von Moers im Kreis Wesel in Nordrhein-Westfalen. 

## Lage

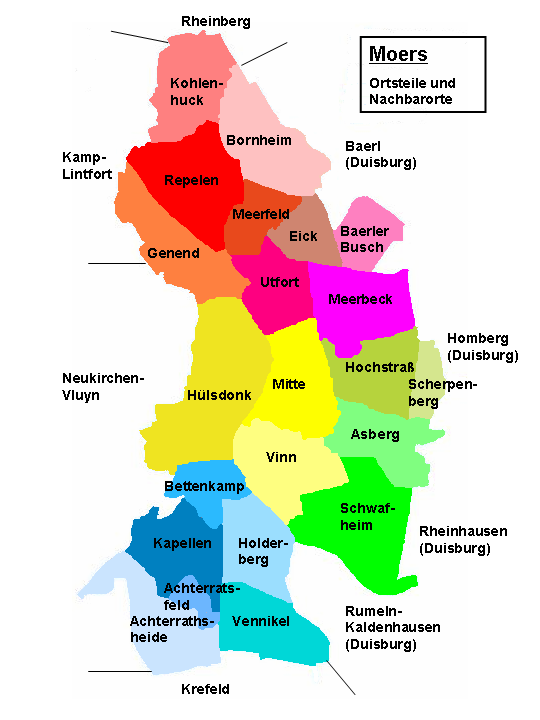
Wohnplätze von Moers; Vinn liegt im südlichen Bereich von Moers

Der Ortsteil grenzt im Norden an Moers-Mitte und Asberg, im Osten und Südosten an Schwafheim, im Südwesten an Holderberg sowie im Westen an Hülsdonk und Bettenkamp. Die Autobahn 40 quert den Ortsteil in ost-westlicher Richtung. Der Ortsteil ist eher ländlich geprägt und gehört zu den dünnbesiedelten Gebieten der Wohnplätze von Moers.

## Geschichte
Hinweise auf die Anwesenheit von Menschen im Ortsbereich von Vinn gibt es sowohl für die Eisenzeit wie auch für die Römerzeit. An zwei Fundstellen, einmal nördlich vom Hauptsiedlungsbereich des Ortes in der Nähe von Moers-Mitte und einmal südlich bei Vinnbusch, wurden Scherben und Abschläge von Feuerstein aus der Eisenzeit gefunden. An zwei nördlichen Stellen des Ortes wurden Gegenstände aus der Römerzeit ausgegraben. Die Funde, diverse Keramikscherben, Münzen und Ziegelbruchstücke, dürften Hinweise auf Siedlungsstellen sein.
Das Ortsgebiet von Vinn war im Mittelalter und zur Neuzeit ein bäuerliches Gebiet. Noch Ende des 18. Jahrhunderts wurde die Zahl der Bewohner mit nur 83 angegeben. In der Franzosenzeit wurde Vinn 1800 Teil der Mairie Meurs (Moers). Nach der erneuten Zugehörigkeit zu Preußen nach 1814 verblieb die Ortschaft Vinn in der Bürgermeisterei Moers als eine der sechs Landgemeinden mit eigenem getrenntem Haushalt. In einer Zusammenstellung von 1836 bestand Vinn 1834 aus 37 Wohngebäuden mit 232 Bewohnern. Bis auf eine Person, die zur katholischen Konfession gehörte, waren alle anderen Protestanten. Vinn blieb bis Ende März 1906 eine eigenständige Gemeinde, bis es zum 1. April 1906 gemeinsam mit Asberg, Hochstraß, Hülsdonk und Schwafheim nach Moers eingemeindet wurde. Der 1901 in Betrieb genommene 40 m hohe Vinner Wasserturm gilt als Wahrzeichen des Ortsteils und ist seit Anfang 2016 Teil der Route der Industriekultur in der Themenroute 28 – Wasser: Werke, Türme und Turbinen.

## Sportanlagen
Im nordwestlichen Bereich des Wohnplatzes Vinn zwischen Bundesautobahn 40, Venloer- und beidseitig der Filder Straße, begrenzt im Westen durch die Krefelder Straße, liegen viele Moerser Sportanlagen und Sporthallen für eine Vielzahl von Sportaktivitäten mit den zugehörigen Sportvereinen. Weiterhin liegt hier neben der Eissporthalle die im Juni 2014 eröffnete Festivalhalle, in der jährlich das überregional bekannte Moerser Jazzfestival abgehalten wird.
Historisch gehörte das Gebiet westlich der Filder Straße zur Gemarkung Bettenkamp. Bei der Festlegung der Grenzen für die Wohnplätze von Moers 1975 wurde dieser Bereich aber zum Gebiet von Moers-Vinn verändert. Nachfolgend die Anlagen, die westlich der Filder Straße liegen und die mit Umkleide-, Sanitär- und Gastronomieeinrichtungen ausgerüstet sind:
- Das Naturfreibad Bettenkamper Meer wird bis 2017 modernisiert. Es erhält neben dem Bereich für Schwimmer eine Nichtschwimmerzone, eine Wasserrutsche und ein Freigelände mit Strandkörben.[10] Östlich von diesem Naturbad liegt das
- Freibad Solimar, das ebenfalls modernisiert wird und auch 2017 den Betrieb wieder aufnehmen soll. Im Rahmen der Umstrukturierung wird das 50-Meter-Becken auf 25 Meter verkleinert und sowohl ein Nichtschwimmer- wie auch ein Kleinkinderbereich angelegt. Zusätzlich erhält die Anlage ein Beachgelände und eine Großrutsche am Freibadebecken.[11] Bereits in Betrieb ist die ab März 2011 neu angelegte
- Großsportanlage-Filder-Benden, mit einem Hockey-Spielplatz und einer Multifunktionsarena, die vom GSV Moers und vom Moerser TV 1850 e. V. benutzt werden.[12][13] Derzeit noch in der Modernisierung befindet sich die
- Eissporthalle der „ENNI.Eiswelt“. Zur umfassende Sanierung gehört die Erneuerung der technische Anlagen und der Bau eines neuen Zugangsbereiches. Nach zweijährigem Umbau erfolgte die Wiedereröffnung vom 7. bis 9. Oktober 2016.[14]

Nachfolgend die Sportanlagen, die östlich der Filder Straße an einer kurzen abzweigenden Stichstraße liegen:
- das Sport- und Freizeitcenter Moers, eine Sporthalle mit Tennis- und Badminton-Plätzen und einer Bowlinganlage und den erforderlichen Umkleide- und Sanitärbereich sowie ein Gastronomiebereich.[15] Neben diesem Center liegt der
- Tennis Park Moers, eine Halle mit sechs Hallenplätzen und den erforderlichen Umkleide- und Sanitärbereich sowie eine Gastronomielounge. Neben der Halle waren weiterhin vier Außenplätze vorhanden, die ab 2014 um weitere drei auf sieben Außenplätze erweitert wurde.[16] Gegenüber von diesen zwei Sporthallen liegen die Anlage von zwei Tennisklubs, und zwar des
- TC Moers 08 e. V., der 1993 von seinem alten Platzgelände im Stadtpark zur neuen Anlage an der Filder Straße umzog. Auch diese Anlage ist mit den erforderlichen Umkleide- und Sanitärbereich sowie ein Gastronomiebereich ausgerüstet. Von den seit 1973 bespielten sieben Außenplätzen wurde ab 2013 auf Platz fünf eine Fechthalle errichtet und gleichzeitig ein neuer siebter Außenplatz als Ersatz angelegt. Die Fechthalle, Sparkassen Fechtarena genannt, da die Sparkasse am Niederrhein ein Hauptsponsor war, wird seit 2014 vom
- Fechtclub Moers 1950 e. V. benutzt und ist ein Leistungszentrum für den Fechtsport am Niederrhein.[17] Ein weiterer Tennisclub ist der
- Blau-Weiss Moers 83, der mit Gebäude und dem erforderlichen Umkleide- und Sanitärbereich sowie einem Gastronomiebereich neun Außenplätze bespielt.[18]

## Bevölkerungsentwicklung
- 1812: 0.225[5]
- 1834: 0.232[6]
- 1895: 0.463[19]
- 2014: 1.494

## Sehenswürdigkeiten
In der Liste der Baudenkmäler in Moers sind für Vinn vier Baudenkmäler aufgeführt:
- der Averdunkshof (Averdunkshof 3, 5), erbaut vor 1784, eine dreiteilige Anlage, darunter ein ursprünglich barockes Haupthaus und eine südlich anschließende Hofanlage
- das Martinstift (Filder Straße 126), erbaut 1841–1843
- Die Aumühle (Venloer Straße 40) ist eine Wassermühle, erbaut 1608–1609 am Moersbach für die Bauerschaft Hülsdonk. Seit Mitte des 19. Jahrhunderts wird sie nicht mehr genutzt. Im Jahr 2011 wurde sie komplett restauriert.
- der Wasserturm (Vinner Straße), erbaut im Jahr 1901

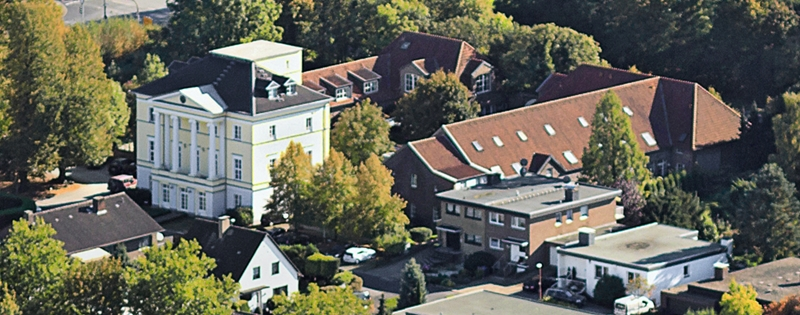
Der Averdunkshof (2011)
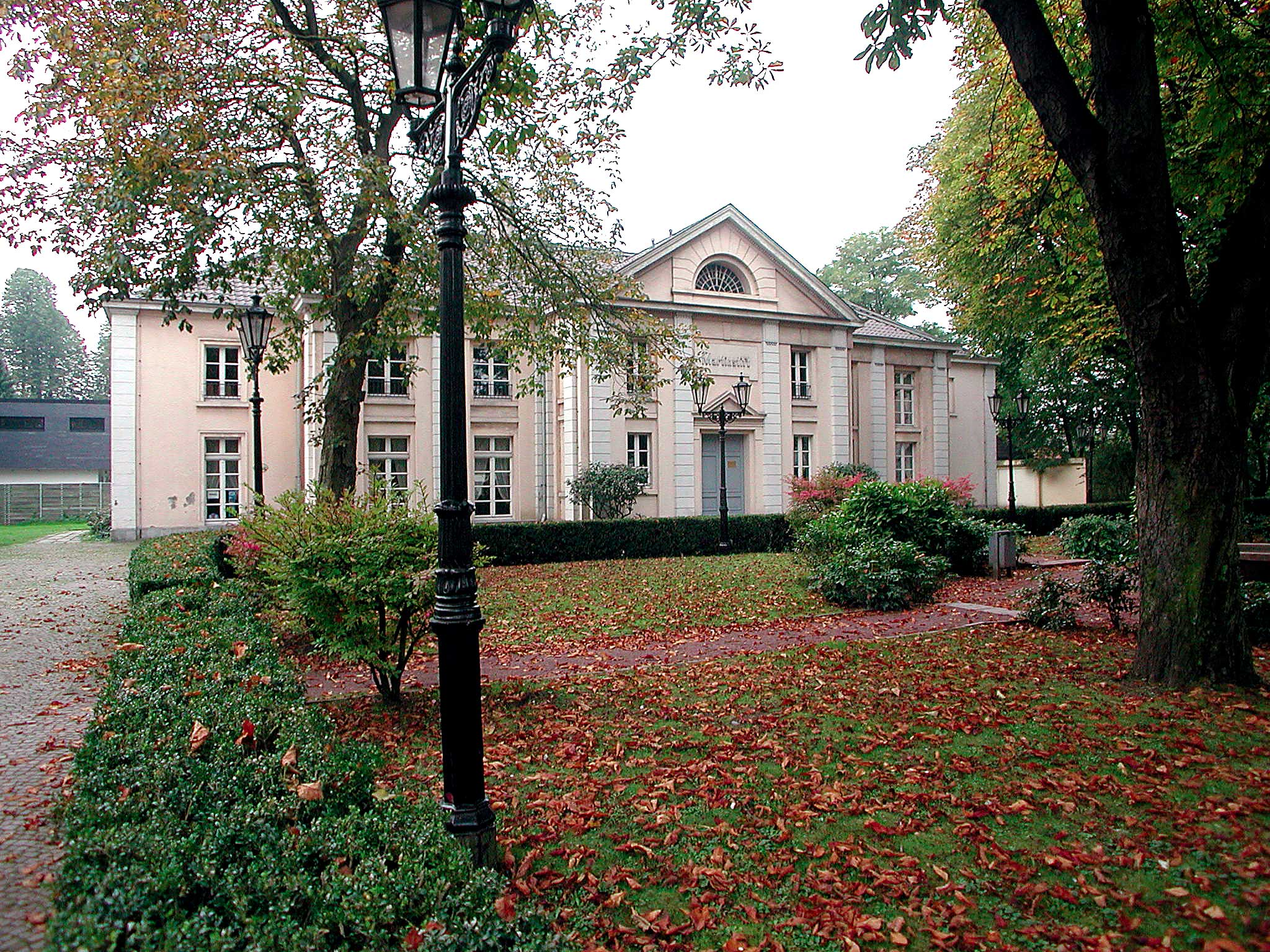
Das Martinsstift (2005)
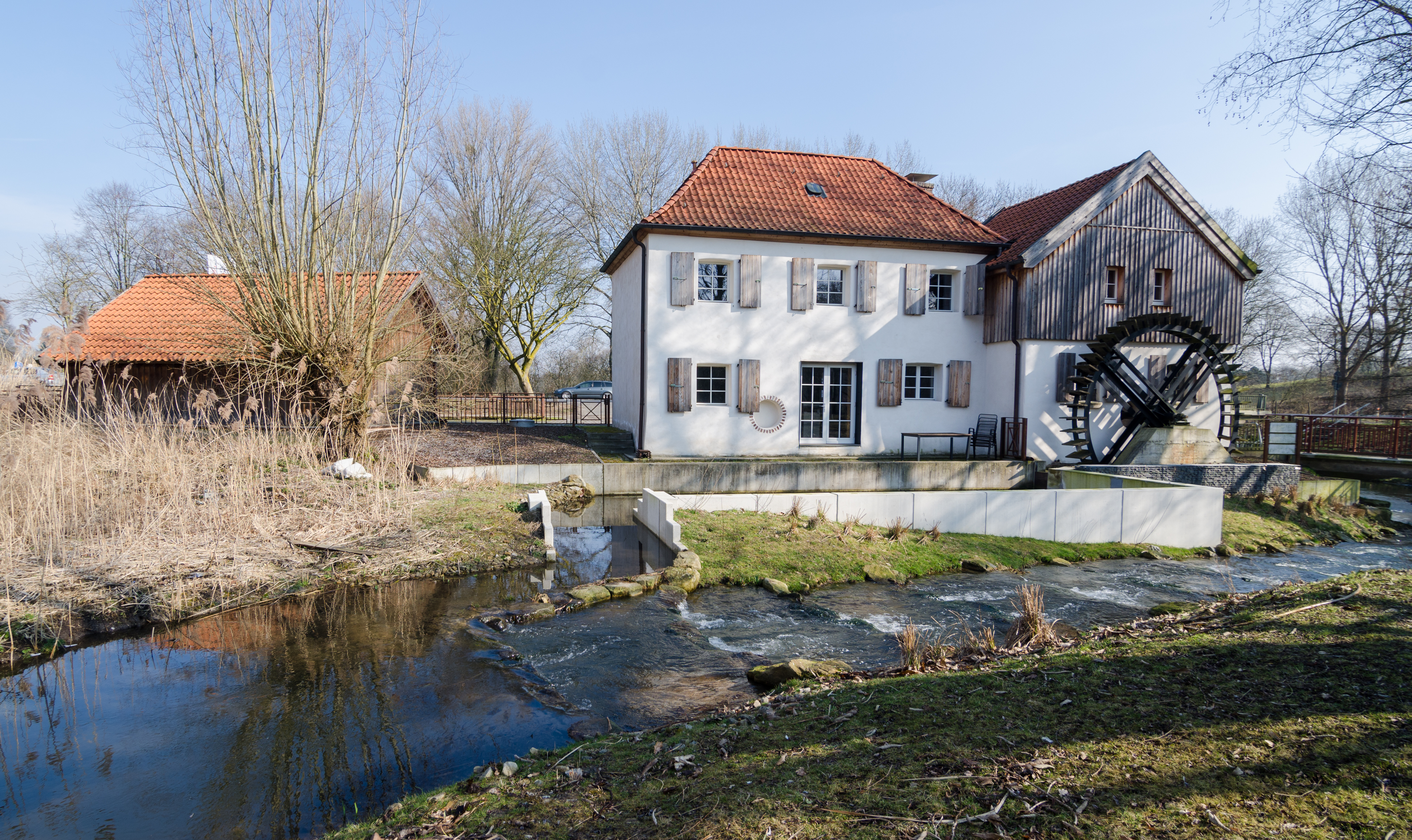
Die Aumühle (2016)
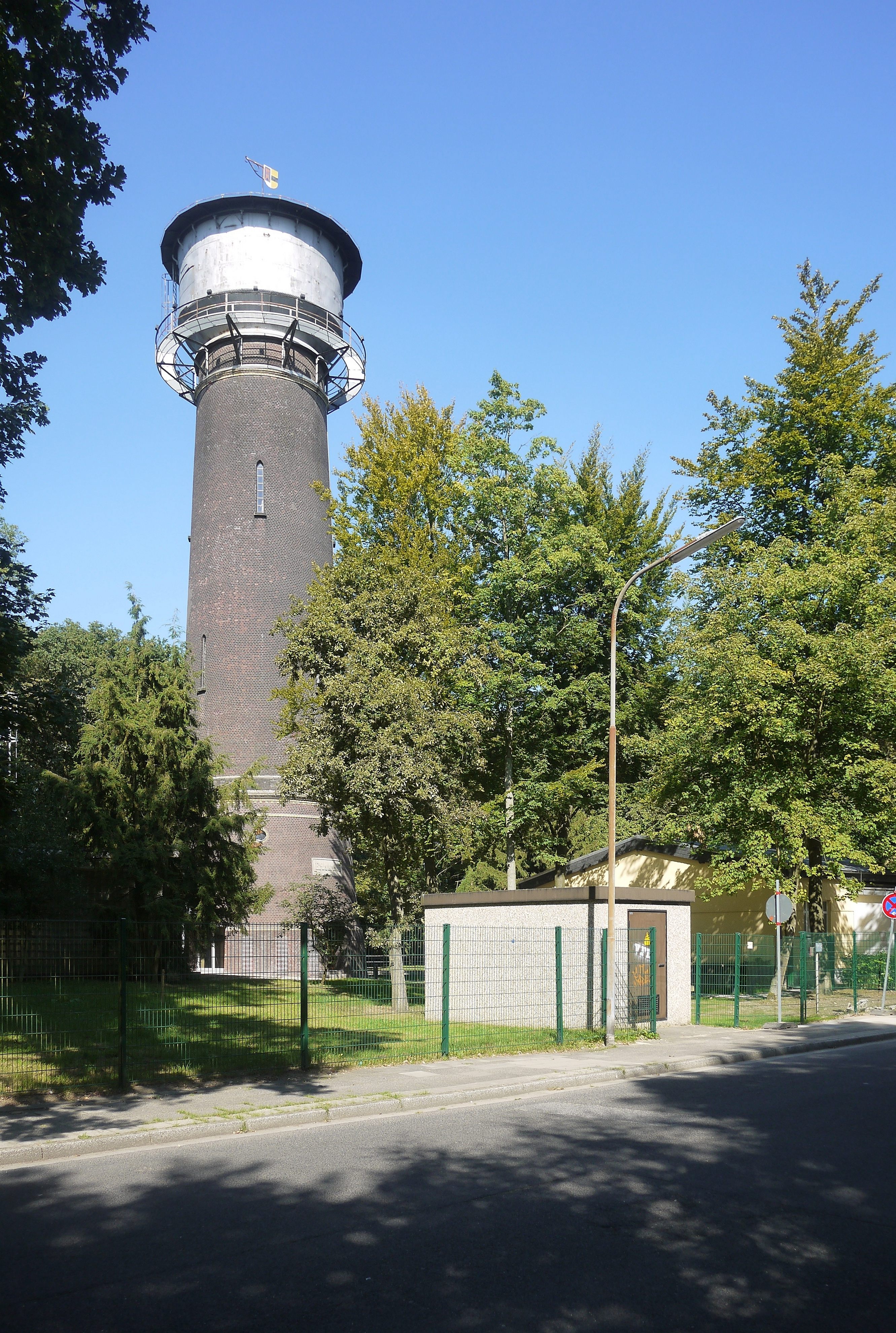
Der Wasserturm (2010)